# George Whitefield

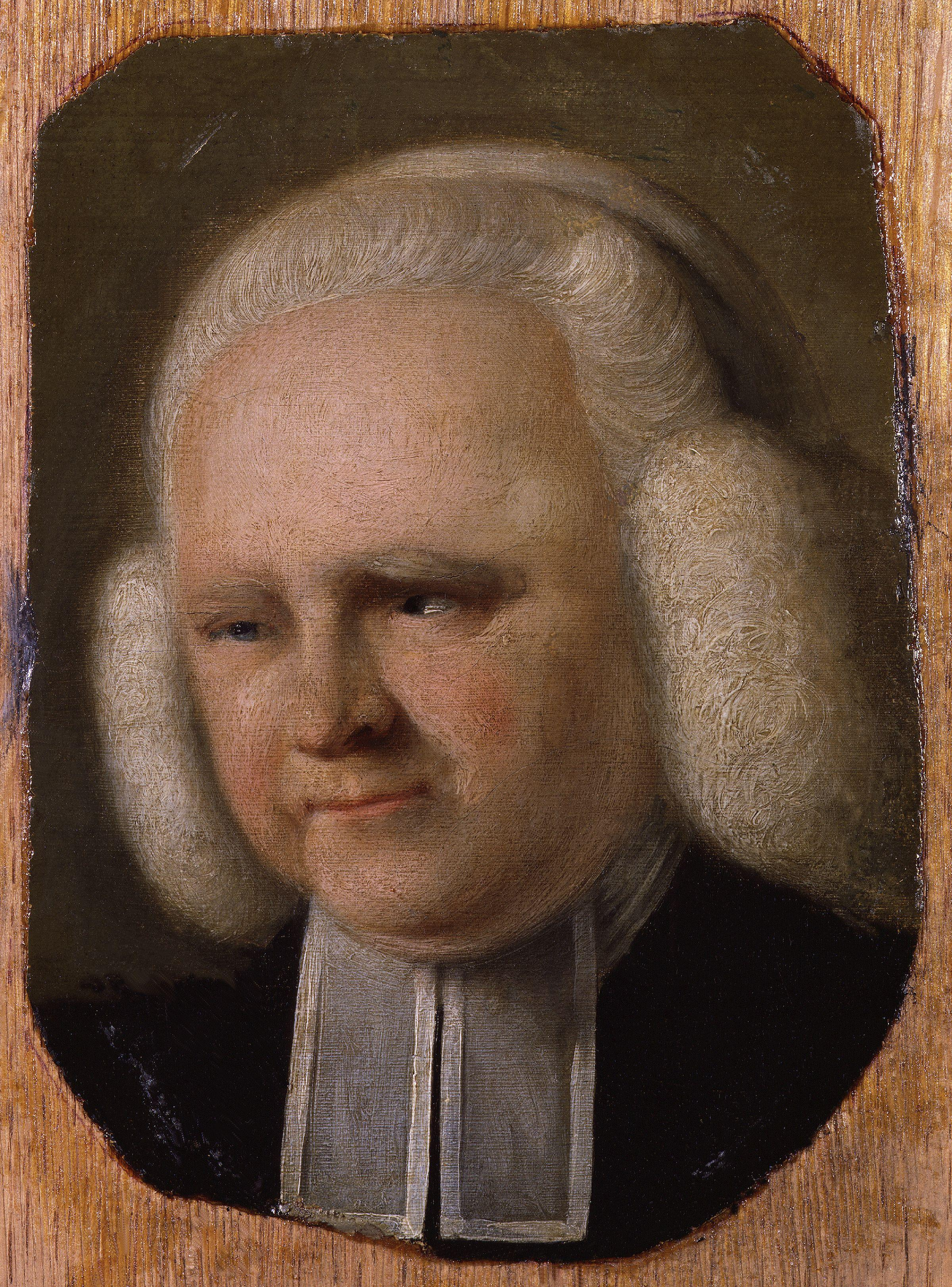
John Russell: George Whitefield

George Whitefield ([ˈhwɪtfiːld]; * 16. Dezember 1714 in Gloucester, England; † 29./30. September 1770 in Newburyport, Massachusetts, Dreizehn Kolonien) war ein britischer anglikanischer Geistlicher. Mit John und Charles Wesley war er Mitbegründer des Methodismus, einer aus der anglikanischen Kirche erwachsenen religiösen Erweckungsbewegung des 18. Jahrhunderts. Er hielt Zeit seines Lebens 18000 bis 30000 Predigten, je nach Quellen, vor insgesamt 10 Millionen Zuhörern in Großbritannien und seinen Kolonien in Nordamerika.

## Leben und Wirken
Whitefield (ausgesprochen: Wittfield) wurde am 16. Dezember, oder nach anderen Quellen am 27. Dezember 1714, als jüngster Sohn von sieben Kindern eines Gastwirts-Ehepaars im englischen Gloucester geboren. Da sein Vater schon zwei Jahre nach seiner Geburt starb, wuchs George ohne väterliches Vorbild in der Gastwirtschaft Bell Inn seiner verwitweten Mutter auf. Er besuchte die Lateinschule der St. Mary de Crypt, wo er vor allem Lateinisch und Griechisch lernte, gerne Theater spielte und so seine Redekunst ausüben und bilden konnte. Mit 18 Jahren ging er an das Pembroke College zu Oxford, wo er sich zum anglikanischen Priester ausbilden ließ. Nebst der Bibel las er von Henry Scougal: Life of God in the Soul of Man, von William Law: Serious Call, von Richard Baxter: Call to the Unconverted, von Richard Alleine: Alarm to Unconverted Sinners und die Bibelkommentare von Matthew Henry. Am College lernte er die Brüder John und Charles Wesley im Holy Club kennen. Im Frühjahr 1735 bekehrte er sich, er schloss sich den Methodisten an, und noch im selben Jahr gründete er die erste Methodist Society (deutsch: Methodistenklasse) in Gloucester. Am Sonntag der Trinität im Juni 1736 wurde Whitefield von Martin Benson, dem Bischof von Gloucester, zum Diakon ordiniert. Seine erste Predigt hielt er in der Kirche St. Mary de Crypt in Gloucester, und in Oxford erhielt er darauf seinen Bachelor of Arts. Seinen geistlichen Dienst begann er für zwei Monate in der Tower Chapel in London.
Von London ausgehend, begann Whitefield nun seine Tätigkeit als rastloser Prediger, der es bis zum Lebensende auf bis zu 30.000 Predigten brachte. Er war für seine lautstarke Stimme, seine schauspielerischen Einlagen auf der Kanzel und für volle Kirchen bekannt, sofern man ihn denn predigen ließ. Er reiste im Mai 1738 erstmals und insgesamt 13-mal zwischen England und den britischen Kolonien Amerikas hin und her. Im gleichen Jahr wurde er vom Georgia Trustees zum Pfarrer von Savannah ernannt und im Jahr darauf von der Kirche von England ordiniert. Am 27. April 1739 in London war er einer der ersten, die im Freien öffentlich – außerhalb von Kirchen – predigten, wo auch Menschen zuhörten, die bislang nie eine Kirche betreten hatten. Nach 1740 reiste er in einem Jahr von Nord nach Süd durch Nordamerika, er legte dabei 8000 Kilometer zurück und predigte über 350 mal. In Boston hörten ihm 25000 Personen zu, in Philadelphia 12000 und in New York City 8000; insgesamt ein Viertel der Menschen in den nordamerikanischen Kolonien sollen ihn gehört haben. Der Erweckungsprediger Jonathan Edwards (1703–1758) wurde durch ihn beeinflusst und mit Benjamin Franklin (1706–1790), seinem Verleger in den amerikanischen Kolonien, schloss er Freundschaft. Er ließ ein Kirchengebäude in der 4th & Arch Street in Philadelphia errichten, das später zum Campus des College von Philadelphia und Teil der Universität von Pennsylvania wurde. Im Juli 1742 predigte er zusammen mit dem örtlichen Pfarrer in Cambuslang bei Glasgow, was erweckliche Zustände bewirkt. In London ließ er zwei Kirchen mit jeweils mehreren tausend Plätzen bauen, um Gottesdienste abhalten zu können. Auch in Wales lösen die Predigten von Howell Harris (1714–1773), dem Superintendenten des calvinistischen Methodismus von Wales, einen geistlichen Aufbruch aus.
Er knüpfte freundschaftliche Kontakte zum Kreis um Selina Hastings, Countess of Huntingdon (1707–1791), die sich ab 1748, nach dem Tod ihres Mannes, intensivierten. 1749 wurde er ihr Hauskaplan und lernte dort auch den späteren Premierminister William Pitt und Frederick North kennen. Im Siebenjährigen Krieg (1756–1763) unterstützte er in seinen Predigten die britische Position, da er befürchtete, dass der protestantische König von den Franzosen gestürzt werden könnte. In Dublin wurde er deswegen von den Zuhören mit Steinen beworfen und konnte ins nahe Pfarrhaus flüchten.
Whitefield starb am 29. oder 30. September 1770 auf einer Predigtreise in Newburyport, Massachusetts und wurde in der dortigen First Presbyterian Church beerdigt.

## Theologische und soziale Überzeugungen
Während die anglikanische Kirche mit ihren Ritualen eher in einer Phase der Erstarrung verharrte, predigte Whitefield unter freiem Himmel zum einfachen Volk und vermochte die Massen in Großbritannien und in den Kolonien Nordamerikas zu erreichen und zu erschüttern. Seine Predigten war Antworten auf die zentrale Frage: Was muss ich tun, um gerettet zu werden? Als enthusiastischer und rhetorisch überaus begabter Prediger schilderte er den Verfall der menschlichen Natur, den Zorn Gottes und die Höllenqualen, die den unbekehrten Sünder ereilen würden. Die einzige Rettung davor sei die Bekehrung durch eine Wiedergeburt in Jesus Christus, bei der der Heilige Geist Kontakt mit der Seele des Menschen aufnähme. Die Kraft des Blutes Christi allein sei in der Lage, jeden wahrhaft gläubigen Sünder von allen Schandtaten, die er begangen hat, reinzuwaschen, sei man nun Trunkenbold, Ehebrecher oder gar Mörder gewesen. Der damalige englische Schauspieler David Garrick äußerte einmal, er gäbe 100 Guineen dafür, so „Oh“ sagen zu können wie Whitefield. Whitefield galt mithin als einer der größten Evangelisten nach den Aposteln des Neuen Testaments.
Zu den Grundfesten des Glaubens gehörten für Whitefield die Sündhaftigkeit des Menschen, die souveräne Gnade Gottes, das stellvertretende Opfer von Jesus Christus, die Rechtfertigung durch den Glauben und die Heiligung. Theologisch war Whitefield, im Gegensatz zu John Wesley, aber ein überzeugter Calvinist, der von Gottes Initiative bei der Errettung ausging und dem Menschen keinen wirklich freien Willen zugestand. Wegen Differenzen bezüglich dieser Prädestinationslehre trennte sich Whitefield 1739 von Wesley, der damals eine Predigt über die freie Gnade hielt, und gründete am 5. Januar 1741 offiziell einen eigenen Zweig des calvinistischen Methodismus. Dies änderte jedoch nichts an der gegenseitigen Hochachtung zwischen Wesley und Whitefield, und eine Annäherung erfolgte bereits 1742. 1743 waren sie wieder versöhnt, so dass sie in den Gemeinschaften des anderen predigen konnten. Gemeinsam und mit finanzieller Hilfe von Lady Huntingdon gründeten sie ein College und eine Predigerschule in Wales. Als Whitefield 1770 in Nordamerika starb, hielt Wesley in den beiden Londoner Kirchen Whitefields einen äußerst wertschätzenden Nachruf, der als Lehrpredigt N° 53 erhalten ist.
Die Kolonie Georgia, die 1733 gegründet wurde, verbot zuerst die Sklaverei. Whitefield wollte dort primär Afroamerikaner evangelisieren und setzte sich gleichzeitig dem Zeitgeist entsprechend für die Legalisierung der Sklaverei ein, um günstige Arbeitskräfte für das Waisenhaus gewinnen und es kostendeckend betreiben zu können. In South Carolina hatte er eine Plantage, auf der Sklaven arbeiteten, und mit deren Gewinn finanzierte er vorübergehend das Waisenhaus. Aber er prangerte auch die Sklavenhalter wegen schlechter Behandlung ihrer arbeitenden Sklaven an. Neben seinen vielen Predigten engagierte er sich im sozialen Bereich, so kümmerte er sich um Arme und Hilfsbedürftige und besuchte Häftlinge im Gefängnis. Ungefähr 2539 Dollars sammelte er für das Waisenhaus Bethesda in Whitfield County in Georgia.

## Nachwirkung und Ehrungen
Im Amerikanischen Unabhängigkeitskrieg wurde Whitefields Vermächtnis politisch vereinnahmt. So besuchte Benedict Arnold, der militärische Führer der Invasion Kanadas durch die amerikanischen Revolutionstruppen, zu Beginn des Feldzugs mit seinen Offizieren Whitefields Grab unter der Kanzel der Kirche von Newburyport. Sie ließen den Sarg öffnen und schnitten sich Streifen von Whitefields Kragen und Manschetten ab, um diese auf dem Marsch nach Kanada als Reliquien mit sich zu führen. So wurde der Feldzug zu einem „quasi-religiösen Feldzug“ im Namen Whitefields überhöht.
Die von Whitefield gegründeten Kirchen entwickelten sich unterschiedlich weiter: In Wales schlossen sich die calvinistisch-methodistischen Kirchen der Presbyterianischen Kirche von Wales an. In der nordamerikanischen Kolonie Pennsylvania übernahm der methodistische Pionier und Missionar Thomas Webb (1724–1796) 1767 eine Gemeinschaft und formte aus ihr die St.-George’s-Gemeinde, die eine der ältesten Gemeinden der Evangelisch-methodistischen Kirche in den USA wurde.
Nach Whitefield ist Whitfield County in Georgia benannt, wo er 1739 die Gründung, den Aufbau und den Betrieb eines Waisenhauses maßgeblich unterstützt hatte.
1919 wurde eine Statue nach George Whitefield in Fisher Hassenfield an der Universität von Pennsylvania aufgestellt. 2020 kündigte die Universität an, diese Statue versetzen zu wollen.

## Familie
Im November 1741 heiratete Whitefield die Witwe Elizabeth Burnell James. Das Ehepaar hatte ein Kind, das im Kindesalter starb.

## Schriften (Auswahl)
- The Seven Journals, 1738–1741 und 1747.
- The Method of Grace, 1741.
- Selected sermons of George Whitefield, The Banner of Truth Trust, Edinburgh 1958.
  - Lieber Verbrennen als Verrosten..., CLV, Bielefeld ISBN 978-3-89397-685-0.
  - Christus – Die Weisheit, Gerechtigkeit, Heiligung und Erlösung, Herold Verlag.